# セイヴ・ザ・カントリー
「セイヴ・ザ・カントリー」（"Save the Country"）はローラ・ニーロが作詞作曲し、ニーロの1968年のシングルが最初のリリースとなった曲。ニーロはシングルとは異なるバージョンを1969年のアルバム『ニューヨーク・テンダベリー』に収録した。
ニーロは1968年6月5日のロバート・ケネディ暗殺事件に触発されてこの曲を作った。商業的に最も成功したバージョンはフィフス・ディメンションによるカバーである。このバージョンは1970年に全米アダルト・コンテンポラリー・チャートで10位、カナダでは24位、ビルボード ホット100では27位、オーストラリアでは79位を記録した。このバージョンは彼らの1970年のアルバム『素敵なポートレート』に収められている。プロデュースはボーンズ・ハウが担当し、編曲はビル・ホルマン、ボブ・アルシヴァーおよびハウが担当した。

## その他のバージョン
- ジュリー・ドリスコールはブライアン・オーガー・アンド・ザ・トリニティーの一員として1969年の彼らのアルバム『ストリートノイズ（英語版）』でこの曲のカバーを歌っている。
- 俳優で歌手のヴィクター・ガーバーが参加していたカナダのバンド、シュガー・ショップ（英語版）は1969年にこの曲のカバーをリリースした。
- ポール・リヴィア&ザ・レイダーズは（短いレイダーズ名義で）彼らの1970年のアルバム Collage の1曲目にこの曲を収録した。
- テルマ・ヒューストン（英語版）は1970年にこの曲のカバーをリリースし、カナダで73位に達し[6]、ビルボード ホット100でも74位となった[7]。
- ロザンナ・キャッシュ（英語版）は1997年のニーロのトリビュートアルバム『タイム・アンド・ラヴ：ザ・ミュージック・オブ・ローラ・ニーロ（英語版）』でこの曲をカバーした。
- ロバータ・フラックはこの曲のカバーを1970年代にKCETからのライブ放送で演奏した[8]。
- ニーロのバージョンがカニエ・ウェストによってサンプリングされ、ウェストのサードアルバム Graduation 収録の曲 "The Glory" で使用された。